# 南喬治亞擬冰魚
南喬治亞擬冰魚，為輻鰭魚綱鱸形目南極魚亞目鱷冰魚科的其中一種，分布於南冰洋海域，棲息深度可達475公尺，體長可達60公分，為底棲性魚類，屬肉食性，以魚類及磷蝦為食，可做為食用魚。